# کمیسیون بین‌المللی شکار نهنگ

نماد کمیسیون بین‌المللی شکار نهنگ

کمیسیون بین‌المللی شکار نهنگ (به انگلیسی: International Whaling Commission) یا به اختصار IWC به مجموعه کشورهایی گفته می‌شود که گرد هم آمده‌اند و به مفاد معاهدهٔ بین‌المللی تعدیل شکار نهنگ (ICRW) پایبندند. این معاهده در ۲ دسامبر ۱۹۴۶ در واشینگتن، دی.سی. آمریکا امضا شد و هدف آن حمایت از جمعیت نهنگ‌ها و توسعهٔ درست صنعت شکار نهنگ بود.
وظیفهٔ اصلی این کمیسیون زیر نظر داشتن وضعیت نهنگ‌ها و تعیین زمان‌بندی برای شکار آنها در سراسر جهان است. این اندازه‌گیری‌ها و بررسی‌ها منجر به این می‌شود که برخی گونه به‌طور کامل تحت پوشش حفاظت از شکار درآیند، در منطقه‌هایی شکار نهنگ ممنوع اعلام شود و در بخش‌های دیگر محدودیت‌هایی بر شمار یا بزرگی نهنگ‌هایی که امکان شکارشان وجود دارد، اعمال شود. برای مثال شکار نهنگ‌های بچه یا نهنگ‌های مادری که با فرزندشان هستند ممنوع است. همچنین کمیسیون از پژوهش‌های پیرامون نهنگ‌ها حمایت مالی می‌کند.

کشورهای عضو کمیسیون (رنگ آبی) در سراسر جهان.